# Consagración (ceremonia)

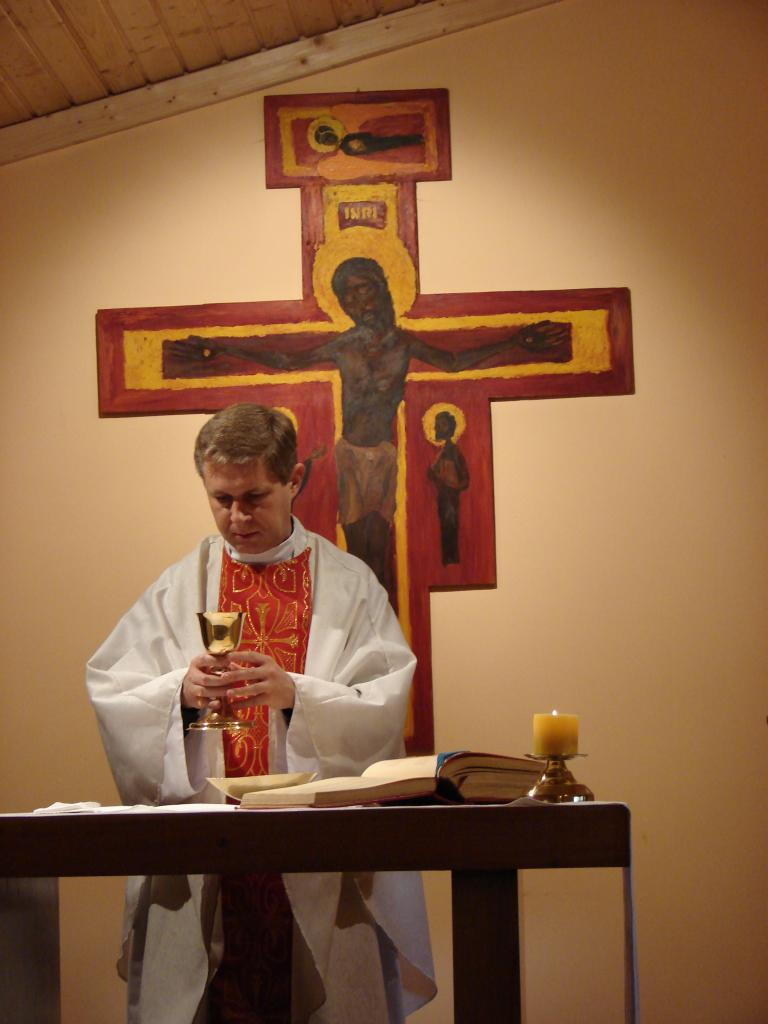
Sacerdote católico celebrando la santa misa

Consagración es la acción por la cual se destina al culto de Dios una cosa común por medio de oraciones, ceremonias y bendiciones.
La costumbre de consagrar a Dios los hombres destinados a su servicio, los sitios, los vasos e instrumentos que deben servir para su culto, es de la más remota antigüedad. Dios lo había mandado en la ley antigua y había prescrito en dicha ley las ceremonias que se habían de practicar.
Los sacerdotes defienden que, desde que una cosa cualquiera se consagra al culto de Dios, se la debe respetar, no considerándola en lo sucesivo como una cosa profana, ni empleándola en usos comunes porque esta señal de desprecio se juzgaría recaer sobre el mismo Dios. Tampoco es cierto que este sea un uso fútil y supersticioso, puesto que Dios lo mandó así desde el principio. Una ceremonia sensible, una consagración pública es necesaria a fin de inspirar a los hombres respeto para con todo cuanto sirve al culto de Dios y con objeto de afectar tu ánimo con el recuerdo de la presencia de Dios.
Pastores evangélicos generalmente se ordenos en una ceremonia llamada "consagración pastoral".

## Consagración en la Biblia

### Antiguo Testamento
Dios había mandado a Moisés que le construyese un tabernáculo o una tienda y a Salomón que le edificase un templo; mucho tiempo antes Jacob había consagrado la piedra sobre la cual había tenido una visión misteriosa, y la llamó la casa de Dios; aquí fue donde edificó un altar por orden de Dios mismo y donde ofreció un sacrificio. Gen., c. 28, v. 16; c. 35, v 1. Ya este sitio había sido consagrado por Abraham, c. 12, y. 7; fue llamado constantemente Bethel, casa de Dios, y respetado en la sucesión de los siglos, hasta que fue profanado por Jerohoan. III Reg., c. 12, . 29. Luego que el templo fue edificado, dedicado o consagrado, dijo Dios a Salomón: he oído vuestra súplica, he santificado esta casa; mis ojos y mi corazón permanecerán para siempre en ella. III Reg., c. 9,*. 3,

### Nuevo Testamento
Independientemente de los textos del Antiguo Testamento, en los que Dios había mandado consagrar por medio de ceremonias el tabernáculo, los altares, los vasos destinados a su culto y aun sus sacerdotes, sus manos y sus hábitos y de los pasajes en que todas estas cosas son llamadas santas, sagradas, santuario, etc., el Nuevo Testamento nos presenta otros muchos ejemplos de igual significación.
- En San Mateo, c. 7, v. 6, Jesucristo dice: No deis las cosas santas a los perros. Aquí se trata de cosas inanimadas. Cap. 23, v. 17, pregunta a los fariseos cuál es más grande, si el oro ofrecido en el templo o el templo que santifica el oro; el don colocado sobre el altar o el altar que santifica el don. Los fariseos hubieran podido preguntar a su vez, de qué santidad eran susceptibles el oro y las ofrendas presentadas en el templo.
- En este mismo Evangelio, c.27, v. 53
- En el Apocalipsis, como también en los libros del antiguo Testamento, Jerusalén es llamada la ciudad santa. San Pedro, II. Peiri, c. 1, v. 18, hablando del monte sobre el cual acaeció la transfiguración del Salvador, le llama el monte santo.
- San Pablo, I. ad Tim., c. 4, v. 5, dice que los alimentos de los fieles son santificados por la palabra de Dios y por la oración. Llama a los cristianos en general los santos, no solo a causa de sus virtudes, sino además por su consagración hecha a Dios en virtud del bautismo; les advierte que aun sus cuerpos y sus miembros son los templos del Espíritu Santo I. Cor., c. 6, i. 16.